# Walk On By (canção de Dionne Warwick)
"Walk On By" é uma canção composta por Burt Bacharach, com letra de Hal David. A música foi originalmente gravada por, e um sucesso para, Dionne Warwick, e tem sido um sucesso de vários outros artistas também, como Gloria Gaynor, Isaac Hayes, The Stranglers, D-Train, Jo Jo Zep, Sybil, Gabrielle, Cyndi Lauper e Seal.
A versão original de "Walk On By" foi gravada na mesma sessão de dezembro de 1963 que rendeu "Anyone Who Had a Heart", que, em 1964, se tornou o segundo Top 10 de Warnick. Lançado em abril de 1964, "Walk on By" se tornou um marco único, alcançando o número seis na Billboard Hot 100 dos EUA. Esteve presente na lista das 500 melhores canções de todos os tempos da revista Rolling Stone.
Warwick também gravou uma versão alemã da canção intitulada "Geh Vorbei".

## Paradas
| Parada (1964)    | Melhor posição |
| ---------------- | -------------- |
| US Hot 100       | 6              |
| US R&B           | 1              |
| US A/C           | 7              |
| UK Singles Chart | 8              |

## Versões
"Walk On By" já passou várias vezes em vários países, com arranjos bem diferentes. As entradas a seguir discutem as versões gráficos da música, na ordem em que apareceram:

### Versão de Isaac Hayes
O músico Isaac Hayes em 1969, fez um cover para o seu álbum Hot Buttered Soul, e transformou a música em mais de doze minutos. Foi editado para single para menos de 5 minutos, o single alcançou a posição #30 nas paradas dos Estados Unidos.

#### Paradas
| Paradas (1978) | Posição topo |
| -------------- | ------------ |
| US Hot 100     | 30           |

### Versão de Stranglers
Em 1978, The Stranglers gravou uma versão inspirada em punk (com um solo de órgão estendida) que atingiu o #21 nas paradas britânicas.

#### Paradas
| Chart (1978)     | Melhor posição |
| ---------------- | -------------- |
| UK Singles Chart | 21             |

### Versão de D-Train
Em 1982, a dupla funk D-Train gravou a canção no gênero boogie.

#### Paradas
| Chart (1982)     | Melhor posição |
| ---------------- | -------------- |
| UK Singles Chart | 44             |
| US R&B           | 42             |
| US Dance         | 45             |

### Versão de Jo Jo Zep
Em 1983, Jo Jo Zep fez uma versão lenta e mal-humorada da canção que contou com eletrônico e sintetizadores. A faixa foi um hit menor na Austrália, atingindo a posição # 55, mas foi um grande sucesso na Nova Zelândia, acertando # 6.

#### Paradas
| Chart (1983)  | Melhor posição |
| ------------- | -------------- |
| Austrália     | 55             |
| Nova Zelândia | 6              |

### Versão de Sybil
Em 1990, Sybil, que marcou seu maior hit de um ano antes com um cover de Warwick "Don't Make Me Over", também marcou um dos EUA e do Reino Unido com o hit "Walk On By".

#### Paradas
| Chart (1990)     | Melhor posição |
| ---------------- | -------------- |
| UK Singles Chart | 6              |
| US Hot 100       | 74             |
| US R&B           | 3              |
| US Dance         | 3              |

### Versão de Gabrielle
Em 1997, a cantora Gabrielle lançou sua versão "Walk on By", que foi o quinto e último single do seu segundo álbum. Foi #7 no Reino Unido.

#### Paradas
| Chart (1997)        | Melhor posição |
| ------------------- | -------------- |
| UK Singles Chart    | 7              |
| Dutch Singles Chart | 96             |

### Versão de Cyndi Lauper
"Walk on By" é o primeiro single do álbum At Last, de Cyndi Lauper. Foi incluído no DVD de 2004 da cantora, Live... at Last. Foi lançada como single promocional. Remixes da canção conseguiram a posição #10 nos EUA.

#### Paradas
| Chart (2004)                       | Melhor posição |
| ---------------------------------- | -------------- |
| U.S. Billboard Hot Dance Club Play | 10             |

#### Faixas
CD
1. "Walk on By" (Eddie X club mix) 10:51
2. "Walk on By" (Eddie X dub mix) 7:52
3. "Walk on By" (live version) 3:26
4. "Walk on By" (S.A.F. dub mix) 8:12
5. "Walk on By" (S.A.F.'s Walk to the Dance Floor club mix) 8:10
6. "Walk on By" (Tony Moran mix) 4:31

### Versão de Seal
Seal lançou uma versão de "Walk On By" como um single em Janeiro de 2005. Embora a música não tenha entrado nas paradas do Reino Unido em seu nativo, ele fez o curso inferior dos gráficos em vários países europeus, incluindo Áustria #57, #49 na Alemanha, e # 46 na Suíça.